# Al Makhadir (huyện)
Huyện Al Makhadir là một huyện thuộc tỉnh Ibb, Yemen. Đến thời điểm năm 2003, huyện này có dân số 113892 người